# Гідрооб'ємна трансмісія
Гідрооб'ємна трансмісія — трансмісія яка забезпечує передавання механічної енергії від двигуна до ведучих коліс за посередництвом гідростатичної (гідрооб'ємної) передачі.
Гідрооб'ємна трансмісія у транспортних засобах забезпечує безступінчасте регулювання крутного моменту двигуна без розриву потоку потужності. Крім цього, перевагою гідрооб'ємного приводу є його широкопрофільність, тобто використання єдиної помпової станції як для тягових гідродвигунів, так і гідросистем допоміжного та/чи технологічного оснащення, яке встановлене на спеціалізованому транспортному засобі, в результаті чого знижується маса машини у цілому.
Трансмісії цього типу мають такі недоліки: низький ККД, значна маса агрегатів, при їх виготовленні потрібна висока точність і забезпечення герметичності.